# Маньини, Ардико
Ардико Маньини (итал. Ardico Magnini; 21 октября 1928, Пистоя, Тоскана — 3 июля 2020, Пистоя, Тоскана) — итальянский футболист, защитник. В качестве игрока прежде всего известен выступлениями за клуб «Фиорентина», а также за сборную Италии.

## Клубная карьера
Воспитанник футбольной школы клуба «Пистойезе». В профессиональном футболе дебютировал в 1947 году в основной команде этого же клуба, проведя там три сезона, приняв участие в 78 матчах чемпионата.
Впоследствии перешёл в «Фиорентину», к составу которой присоединился в 1950 году. Сыграл за «фиалок» следующие восемь сезонов своей игровой карьеры. Большую часть времени, проведённого в составе «Фиорентины», был основным игроком команды.
Завершил профессиональную игровую карьеру в «Дженоа», за которую выступал на протяжении двух сезонов.

## Выступление за сборную
В 1953 году дебютировал в составе национальной сборной Италии. В течение карьеры в национальной команде, которая длилась 5 лет, провёл за неё 20 матчей. В составе сборной был участником чемпионата мира 1954 года в Швейцарии.

## Достижения

### Фиорентина
- Чемпион Италии: 1955/56
- Вице-чемпион Италии: 1956/57, 1957/58
- Финалист Кубка европейских чемпионов 1957 года